# Prawdziwa miłość to ty
Prawdziwa miłość to ty – singel polskiego zespołu muzycznego Akcent, promujący album studyjny, zatytułowany Przekorny los.
Nagranie otrzymało w Polsce status podwójnie platynowego płyty, przekraczając liczbę 100 tysięcy sprzedanych kopii.

## Geneza utworu i historia wydania
Piosenka została napisana i skomponowana przez Marka Zrajkowskiego i Marzannę Zrajkowską.
Singel ukazał się w formacie digital download 12 lutego 2016 w Polsce za pośrednictwem wytwórni płytowej Green Star. Kompozycja została umieszczona na szesnastym albumie studyjnym Akcentu – Przekorny los.

## Teledysk
Do utworu powstał teledysk, który udostępniono w dniu premiery singla za pośrednictwem serwisu YouTube.

## Certyfikaty
| Kraj          | Certyfikat       | Sprzedaż |
| ------------- | ---------------- | -------- |
| Polska (ZPAV) | diamentowa płyta | 100 000+ |